# Plaka (Ahaia)
Plaka este un oraș în Grecia în prefectura Ahaia.